# Nivrée
 (février 2024).
Si vous disposez d'ouvrages ou d'articles de référence ou si vous connaissez des sites web de qualité traitant du thème abordé ici, merci de compléter l'article en donnant les références utiles à sa vérifiabilité et en les liant à la section « Notes et références ».
Le mot Nivrée désigne à la fois l’ensemble des plantes ichtyotoxiques (toxiques pour les poissons), et la technique traditionnelle de pêche au poison qui utilise une ou plusieurs de ces plantes. Le mot vient probablement du mot « enivré ».
Ce type de pêche traditionnelle est pratiqué par de nombreuses communautés amérindiennes, créoles, businenge, etc.

## Histoire
Les récits de voyages en Guyane citent la nivrée dès le XVIIe siècle, en décrivant l'utilisation de « bois à enyvrer ». Elle est utilisée actuellement en Amazonie chez les Achuar, au Guyana.
La technique est décrite par les portugais en 1560 sous le nom de « tupi de timbò ». 

## Méthode amérindienne traditionnelle de pêche à la nivrée
La nivrée consiste à empoisonner toute l’eau d’une section de rivière, à courant lent, en y battant une liane ("hali hali") pour en libérer de la roténone, très toxique pour les poissons. La nivrée ne se pratique qu’en saison sèche quand il y a moins d’eau et après un saut sur une zone où le courant est lent. Ainsi, le poison se dilue moins et a le temps d'agir, et il est plus facile de récolter le poisson asphyxié. 
Les indiens Wayana utilisent principalement des lianes du genre Lonchocarpus dont la sève contient un principe actif, la roténone qui est ichtyotoxique.
La liane la plus utilisée, nommée hali-hali en Guyane ne semble pousser que dans la forêt primaire humide du plateau des Guyane, à proximité des cours d’eau.  Lorsqu’on la coupe ou l’écrase, une sève blanchâtre très odorante s’en écoule. 
Un chef d'expédition et quelques hommes partent en forêt récolter les lianes dans un lieu tenu secret. 
Ces lianes sont ramenées sur le lieu de pêche et écrasées et défibrées à coup de gourdins. Sur l’amont du lieu de pêche choisi, les fibres ainsi obtenues sont placées dans des katuris (sacs de palmes tressés pour la circonstance). Les katuris sont immergés à plusieurs reprises à un mètre de profondeur environ. Les lianes peuvent directement être immergées et piétinées sous l'eau qui devient alors blanche.  
Le courant diffuse le poison et après quelques minutes à dix minutes environ (selon la dose), les premiers poissons asphyxiés remontent à la surface. L’action de la roténone libérée par les lianes pilées persiste plusieurs heures, après quoi elle est diluée par le courant et dégradée par la température et la lumière. 
Les poissons de taille suffisante et culinairement intéressante remontent à la surface puis, asphyxiés, meurent et tombent au fond ou sont emportés par le courant. Ceux qui flottent ou sont visibles entre deux eaux sont récupérés plus en aval à partir d’une pirogue ou dans la rivière, à la main ou au harpon. Les enfants plongent parfois sous l'eau pour repérer les poissons tombés au fond.

## Cérémonie de la nivrée
Une fois tous les 10 ans, une grande nivrée réunissait rituellement (et réunit encore) les familles de l'ethnie wayana. C'est un évènement très important pour la cohésion de la communauté. 
C’est l’occasion d’une expédition de plusieurs jours qui réunit jusqu’à une centaine de personnes. Elle est préparée plusieurs jours à l’avance et le fumage, le séchage ou le salage du poisson prolonge l'opération.
Les hommes récoltent et battent jusqu'à 850 kg de lianes durant plus de 3 heures, avant d’en diluer le principe actif dans le rapide, ce qui permet de récolter jusqu’à une tonne de poisson.

## Impact environnemental
Si la nivrée est pratiquée trop fréquemment, ou sur trop de sites, elle peut rapidement perturber puis épuiser le milieu, comme en d'autres lieux l'ont fait les techniques intensives de pêche au filet, à l'explosif, au cyanure ou avec d'autres produits chimiques.
Les Amérindiens de ces régions pratiquent la nivrée sur des territoires immenses où ils vivent peu nombreux, mais souvent à des endroits stratégiquement placés. Or, si les écosystèmes guyanais sont d'une très riche biodiversité, les sols sont souvent d'une grande pauvreté et les écosystèmes d'une faible productivité. En 2000, on connaissait 480 espèces de poissons en Guyane, dont 250 dans le fleuve Maroni et 110 espèces répertoriées sur le seul petit secteur de 1 km du Tempok où l’étude a été faite, et toutes les espèces ne sont pas encore décrites (rappel : la France métropolitaine en compte 84 espèces). Néanmoins en zone tropicale, si le nombre d'espèce est élevée, la biomasse par hectare est parfois modeste. Il convient donc de ne pas la surexploiter.
On connaissait les quantités de poissons pêchées, mais non celles qui étaient perdues, ni l'impact sur l'environnement.
Une étude récente a pu exploiter les données récoltées de l'expédition française Nivrée 2000 qui s'est déroulée sur le Haut-Maroni durant six semaines (octobre-novembre 2000) avec les indiens Wayana de la région d'Antécume-Pata. Des éco-anthropologues et des écologues spécialistes dont 12 chercheurs de l'IRD, du CNRS, de l'INRA, du Muséum national d'histoire naturelle de Paris, du Muséum d'histoire naturelle de Genève et de l'ENSAT de Toulouse ont étudié l’impact de sept pêches à la nivrée, dont une grande nivrée villageoise. 
Ils ont aussi récupéré et étudié un échantillonnage de la faune des poissons locaux. 
Selon les premières analyses, les invertébrés sont peu touchés, sauf les crustacés (crabes, écrevisses..), mais la roténone toucherait environ 90 % de l’environnement local, les poissons surtout. C'est donc une pêche qu'il ne faut pas pratiquer trop souvent, ce dont les indiens sont conscients. Cette étude s’est aussi intéressé à la composition et au volume de la part non récupérée par les pêcheurs. Elle a aussi évalué la courbe de croissance des poissons pour estimer le temps nécessaire pour la reconstitution du stock des poissons à la suite d'une telle pêche. Ces chiffres permettent d'établir quelques règles de précaution pour la gestion de ce mode de pêche.

## Plantes à nivrée
Parmi les plante employée traditionnellement pour pratiquer la « nivrée » en Guyane, on peut citer :
- Antonia ovata Pohl, 1829
- Clibadium surinamense L., 1771
- Clibadium sylvestre (Aubl.) Baill., 1886
- Cybianthus fulvopulverulentus subsp. magnoliifolius (Mez) Pipoly, 1983
- Deguelia amazonica Killip, 1934
- Deguelia chrysophylla (Kleinhoonte) R.A.Camargo & A.M.G.Azevedo, 2018
- Deguelia nitidula (Benth.) A.M.G.Azevedo & R.A.Camargo, 2013
- Deguelia scandens Aubl., 1775
- Deguelia spruceana (Benth.) A.M.G.Azevedo & R.A.Camargo, 2013
- Euphorbia cotinifolia L., 1753
- Furcraea foetida (L.) Haw., 1812
- Hura crepitans L., 1753
- Ichthyothere terminalis (Spreng.) S.F.Blake, 1921
- Lonchocarpus hedyosmus Miq., 1844
- Lonchocarpus heptaphyllus (Poir.) DC., 1825
- Odontadenia puncticulosa (Rich.) Pulle, 1906
- Paullinia pinnata L., 1753
- Paullinia spicata Benth., 1851
- Paullinia stenopetala Sagot, 1881
- Phyllanthus brasiliensis (Aubl.) Poir., 1804
- Serjania grandifolia Sagot ex Radlk., 1874
- Serjania paucidentata DC., 1824
- Tephrosia sinapou (Buc'hoz) A.Chev., 1925

D'autres espèces peuvent être employées hors de Guyane :
- Caryocar villosum (Aubl.)Pers., 1806 (nord-ouest de l'Amazonie[5])
- Socratea exorrhiza (Mart.) H. Wendl. (Mosetene de Bolivie[6])

- Barringtonia asiatica (L.) Kurz, 1875